# Ильченко, Николай (легкоатлет)
Никола́й И́льченко (род. 12 августа 1963) — советский таджикский легкоатлет, специалист по барьерному бегу. Выступал на всесоюзном уровне в 1982—1992 годах, призёр чемпионатов СССР и Спартакиад народов СССР, действующий рекордсмен Таджикистана в беге на 400 метров с барьерами. Представлял город Душанбе и спортивное общество «Хосилот».

## Биография
Николай Ильченко родился 12 августа 1963 года. Занимался лёгкой атлетикой в Душанбе, выступал за Таджикскую ССР и добровольное спортивное общество «Хосилот» (Урожай).
Впервые заявил о себе на всесоюзном уровне в сезоне 1982 года, выступив в беге на 400 метров с барьерами на соревнованиях в Ленинграде.
В 1984 году бежал 400 метров с барьерами на соревнованиях в Сочи.
В 1985 году на чемпионате СССР в Ленинграде завоевал бронзовую награду в 400-метровом барьерном беге. Позднее выиграл всесоюзный старт в Алма-Ате.
В 1986 году выиграл серебряные медали на соревнованиях в Киеве и на IX летней Спартакиаде народов СССР в Ташкенте, во втором случае установил ныне действующий национальный рекорд Таджикистана в беге на 400 метров на открытом стадионе — 48,98.
В 1988 году взял бронзу на всесоюзном старте в Сочи, на Мемориале братьев Знаменских в Ленинграде и на чемпионате СССР в Таллине, тогда как на соревнованиях в Вильнюсе превзошёл всех соперников и получил золото.
В 1991 году на чемпионате страны в рамках X летней Спартакиады народов СССР в Киеве стал серебряным призёром в программе 400-метрового барьерного бега.
В 1992 году в беге на 400 метров с барьерами выиграл бронзовую медаль на единственном в своём роде чемпионате СНГ по лёгкой атлетике в Москве.
После распада Советского Союза Ильченко больше не показывал сколько-нибудь значимых результатов на крупных легкоатлетических стартах.